# Diplura
Los dipluros (Diplura, del griego διπλός diplos, doble y ουρα oura, cola) son una clase y orden de artrópodos hexápodos muy próximos a los insectos verdaderos (clase Insecta). Los dipluros son animales pequeños, miembros abundantes del edafón (la biota del suelo). Reciben su nombre debido a la presencia de dos cercos laterales al final de su cuerpo. Se conocen unas 800 especies.

## Características
Son de dimensiones pequeñas (pocos milímetros) aunque alguno puede alcanzar los 50 mm. Como es común en la fauna intersticial del suelo, no presentan pigmentación apreciable. La superficie corporal aparece más o menos densamente cubierta de quetas (como pelos).  El cuerpo es aplastado, esbelto y flexible.
La cabeza porta dos antenas muy características, moniliformes (arrosariadas) con artejos muy reconocibles y musculado cada uno independientemente, un rasgo evolutivamente primitivo que se observa también en los colémbolos, pero que se ha perdido en los insectos. No hay ojos en los dipluros. Son entognatos, con las piezas bucales encajadas en posición inferior dentro de un surco de la cabeza, rasgo en el que coinciden con los otros hexápodos no insectos (proturos y colémbolos).
El tórax está formado por tres segmentos, como en los demás hexápodos, que en este caso se articulan de manera especialmente flexible, lo que contrasta con la relativa rigidez del tórax de los insectos.
El abdomen está formado por diez segmentos, contando el telson (último segmento) que llevan en posición ventrolateral pequeños apéndices sin articular llamados estilos, los cuales pueden ser residuos evolutivos de antiguas patas locomotoras. También están presentes en ellos vesículas pares, evaginables, que tienen que ver con la regulación hídrica, facilitando la absorción del rocío. Al final del abdomen hay dos apéndices, cercos, como los que se observan en ciertos órdenes de insectos verdaderos, y que son los que dan nombre al grupo. En la familia Campodeidae los cercos son largos y moniliformes, pero en los Japygidae y Anajapygidae han evolucionado a piezas breves y duras que en los primeros son verdaderas pinzas.

## Ecología
Los dipluros son parte de la fauna del suelo, donde llegan a presentarse con densidades considerables. Algunos son habitantes de las cuevas. Los Campodeidae son corredores hábiles que además excavan galerías en el suelo; los demás son especialistas en forzar su paso a través de grietas preexistentes y son marchadores poco competentes. Los campodeidos realizan la autotomía de sus cercos, al estilo de las lagartijas, desprendiéndolos cuando son atrapados por un depredador. Los Japygidae usan sus pinzas posteriores como arma defensiva y se presta poco crédito a la interpretación de que también les valen para capturar sus presas. Los dipluros son esencialmente omnívoros que devoran residuos orgánicos, hongos del suelo y pequeñas presas animales. 

## Reproducción y desarrollo
No existe apareamiento. Los machos liberan pequeños espermatóforos (paquetes sólidos de esperma) que las hembras localizan y manipulan, insertándolos en su poro genital. La puesta consiste en conjuntos de huevos pedunculados. No existe metamorfosis, los estadios juveniles son similares a los adultos. En algunos casos se ha observado cuidado parental de los juveniles. Los dos primeros estadios (fases entre mudas) no tienen capacidad para alimentarse, que se alcanza, como la morfología adulta típica, con el tercer estadio. Los adultos siguen mudando a lo largo de su vida, lo que facilita la regeneración de los órganos, y pueden ser muy longevos (hasta dos años) dado su pequeño tamaño.

## Clasificación y parentescos
Existen unas 800 especies que se clasifican en tres órdenes y ocho familias. Se distribuyen por todo el mundo, salvo en las regiones de clima ártico. Se conocen fósiles desde el Carbonífero.
Los dipluros se han clasificado a menudo en un taxón llamado Entognatha con los elipuros (Protura + Collembola), basándose en la posición escondida de las piezas bucales, que contrasta con la patente que tienen en los insectos verdaderos (Insecta, llamados por ellos Ectognatha). Sin embargo, ese carácter es seguramente una plesiomorfía. Análisis moleculares han demostrado que están estrechamente emparentados con los insectos.
Las relaciones serían las siguientes:
|  | Collembola |
|  |            |
|  | Protura    |
|  |            |

|  | Diplura |
|  |         |
|  | Insecta |
|  |         |

|  | Collembola |
|  |            |
|  | Protura    |
|  |            |

|  | Diplura |
|  |         |
|  | Insecta |
|  |         |